# Vasile Deheleanu
Vasile Deheleanu (12 de agosto de 1908 - 30 de abril de 2006) foi um futebolista romeno que competiu na Copa do Mundo FIFA de 1934.